# Tauste
Tauste é um município da Espanha na província de Saragoça, comunidade autónoma de Aragão. Tem 405,23 km² de área e em 2021 tinha 6 777 habitantes (densidade: 16,7 hab./km²).

## Demografia
| Variação demográfica do município entre 1991 e 2004 | Variação demográfica do município entre 1991 e 2004 | Variação demográfica do município entre 1991 e 2004 | Variação demográfica do município entre 1991 e 2004 |
| --------------------------------------------------- | --------------------------------------------------- | --------------------------------------------------- | --------------------------------------------------- |
| 1991                                                | 1996                                                | 2001                                                | 2004                                                |
| 7035                                                | 7017                                                | 7043                                                | 7289                                                |

## História
Em 2020, uma equipa de investigadores encontrou em Tauste um dos maiores cemitérios muçulmanos do país, com 433 sepulturas, algumas das quais pertencentes aos primeiros 100 anos da invasão muçulmana.
Os restos mortais encontrados no sítio arqueológico provam que os mortos foram enterrados de acordo com os rituais fúnebres muçulmanos e sugerem que a cidade foi maioritariamente islâmica durante centenas de anos. As sepulturas encontradas, slém de serem suficientemente grandes para caber o corpo inteiro, os mortos eram enterrados numa mortalha branca, independentemente do seu estatuto social.
Nos registos e histórias locais não se faz menção deste domínio muçulmano sobre este região.